# High-Rise
High-Rise (anglicky doslovně „věžák“) je britské filmové drama z roku 2015. Anglický režisér Ben Wheatley jej natočil podle stejnojmenné novely J. G. Ballarda a scénáře své choti Amy Jumpové.
Hlavní postavu thrillerového sci-fi příběhu situovaného do poloviny 70. let 20. století (kdy knižní předloha vznikla), mladého doktora Roberta Lainga, ztvárnil Tom Hiddleston. Jako Anthony Royal, idealistický architekt výškového domu, v jehož 25. patře Laing bydlí, se představil Jeremy Irons. Laingova nového přítele bydlícího o 23 pater níže, dokumentaristu Richarda Wildera, hrál Luke Evans.
Film prošel od podzimu 2015 různými festivaly a britskou kinodistribuční premiéru si odbyl 18. března 2016. Do amerických kin jej jen v omezeném rozsahu přinesla společnost Magnolia Pictures od 13. května téhož roku.

## Obsazení
| Tom Hiddleston     | Robert Laing   |
| Jeremy Irons       | Anthony Royal  |
| Sienna Millerová   | Charlotte      |
| Luke Evans         | Richard Wilder |
| Elisabeth Mossová  | Helen          |
| James Purefoy      | Pangbourne     |
| Keeley Hawesová    | Ann            |
| Peter Ferdinando   | Cosgrove       |
| Sienna Guilloryová | Jane           |
| Reece Shearsmith   | Steele         |

## Přijetí
Snímek dosáhl v recenzním agregátoru Rotten Tomatoes ze 146 započítaných recenzí celkového skóre 62 %, zatímco v diváckém hodnocení jen 44 %. Na webu Metacritic mu 36 recenzí přisoudilo 65% hodnocení.